# Galianora sacha
Galianora sacha är en spindelart som beskrevs av Maddison 2006. Galianora sacha ingår i släktet Galianora och familjen hoppspindlar. Inga underarter finns listade i Catalogue of Life.